# Hyperalgesi
Hyperalgesi innebär att känslan av en smärtsam stimulus i och kring ett skadat hudområde upplevs starkare än normalt, jämför även sensitisering. Hyperalgesi kan bero på ökad känslighet (hyperestesi). Hyperalgesi i huden kallas hafalgesi.
När en ökad smärtkänslighet och sänkt smärttröskel upplevs i skadeområdet benämns det primär hyperalgesi. Det beror på en sensitisering (ökad känslighet) av de perifera nociceptorerna (smärtreceptorer i vävnaden) på grund av den inflammation som aktiverades vid skadan och eventuellt av tidigare nociceptiv aktivitet. Sensitiseringen sker inom ett par sekunder och smärtimpulserna till centrala nervsystemet blir allt fler. Upplevelsen blir starkare smärta vid temperaturer och mekanisk retning.
Sekundär hyperalgesi är en ökad smärtkänslighet i den intakta vävnaden intill det skadade hudområdet. Nociceptiva signaler från skadan gör att det blir en sensitisering av ryggmärgssegment. De multireceptiva nervcellerna (wide dynamic range, WDR) i ryggmärgens bakhorn aktiveras och omvandlar tryck- och beröringssignalerna från vävnaden till nociceptiva signaler. Signalerna leds sedan till hjärnan via det spinotalamiska bansystemet på vanligt vis och ger information om att vävnaden intill skadeområdet har utsatts för smärtsamt stimuli. Ett exempel på sekundär hyperalgesi är brännskada efter att ha utsatts för direkt solljus under en längre tid. Huden är då mer känslig är vanligt, även de oskadda områdena intill brännskadan.
Den troliga orsaken till att kroppen reagerar med hyperalgesi är att det tidigare var en skyddande funktion vid kraftig vävnadsskada eftersom smärtan gjorde att människan stannade upp och vilade. Idag blir istället denna skyddande funktion en komplikation vid postoperativt tillstånd. Smärtan gör människan immobiliserad och risken för till exempel pneumoni och atelektaser ökar.
Effektiv smärtbehandlig minskar sekundär hyperalgesi. Behandlingen fungerar bäst när den sätts in tidigt i förloppet och tillvägagångssättet är systematiskt. Exempel på behandling är läkemedel som antiinflamatorika, opioider och glukokortikoider för att minska inflammationen. De två smärtbehandlingsmetoderna TENS (transkutan nervstimulering) och SCS (spinal cord stimulation) ger olika effekt vid hyperalgesi. TENS kan förvärra smärtan medan SCS däremot kan vara en bra smärtbehandlingsmetod vid hyperalgesi.